# Medaryville
Medaryville é uma cidade  localizada no estado americano de Indiana, no Condado de Pulaski.

## Demografia
Segundo o censo americano de 2000, a sua população era de 565 habitantes.
Em 2006, foi estimada uma população de 551, um decréscimo de 14 (-2.5%).

## Geografia
De acordo com o United States Census Bureau tem uma área de
1,2 km², dos quais 1,2 km² cobertos por terra e 0,0 km² cobertos por água.

## Localidades na vizinhança
O diagrama seguinte representa as localidades num raio de 24 km ao redor de Medaryville.